# 香港癌症基金會
香港癌症基金會（簡稱：癌症基金會），其為具有規模的癌症機構，免費為癌症患者及其親屬提供完備資訊及專業支援，改善癌症患者及其家人的生活，讓他們活得更好。香港癌症基金會始於1987年，他們的宗旨是改善癌症患者及其家人的生活，讓他們活得更好。該會在每年10月定期舉行「癌症基金會粉紅革命」運動，有時向市民提供免費健康講座及專業建議。2017年12月8日香港癌症基金會全數資助香港大學及香港中文大學相關研究。

## 歷史
1987年，香港癌症基金會成立。初期由CanSurvive病人自助組織開始，其後與新聲會、香港造口人協會和新域會等不同的癌症自助組織合作。
1997年，香港癌症基金會在黃大仙設立旗下第1所癌協服務中心，回應以癌症支援服務的日俱需求。
2006年，基金會於中環中心開設第2所癌協服務中心，為港島區居民人士提供免費癌症支援服務，並提供英語服務，服務變得國際化。中心地址是中環皇后大道中99號1樓5室，開放時間是週一至週六，09:00-18:00，週日及公眾假期全日休息。
2011年，第3所癌協服務中心（設在天水圍）正式投入服務。
2016年，第4所癌協服務中心（設在葵涌）正式投入服務。

## 捐款
癌症基金會為非牟利團體，常受於各界的捐款。如歌手李玟將於2014年7月5日假會展舉行一場慈善演出「李玟×趙增熹歡樂今宵慈善演唱會」為該組織籌款。2018年11月，香港有退休社工為該會發起籌款活動，「小小環港澳跑」。

## 香港的癌症統計
2012年，香港新診斷出癌症超過27,000人。在男性中，肺癌和結腸直腸癌是最常見的，前列腺癌正在上升。而女性的乳腺癌和結腸直腸癌最常見，其次是肺癌。

## 外部連結
- 癌症基金會官方網站（页面存档备份，存于）（繁體中文）
- 香港癌症基金會 （页面存档备份，存于）的Facebook網頁（繁體中文）
- 香港癌症基金會- 癌症資訊網 （页面存档备份，存于）（繁體中文）